# Psittacotherium
Psittacotherium es un género extinto de mamífero Taeniodonta
que vivió durante el Paleoceno en América del Norte.Con un peso de cerca de 50 kg y una longitud de 1,1 m aproximadamente, tenía el tamaño de un gran perro.